# Arxipèlag de Malta
l'Arxipèleg de Malta, també anomenat Illes Calipsee o Calipso, és un arxipèlag situat en el mar Mediterrani, al sud de Sicília. El seu territori, correspon al de la República de Malta, i té una àrea de 316 quilòmetres quadrats en total, on hi viuen més de 400.000 persones.
L'arxipèlag està format per tres illes principals (Malta, Gozo i Comino), dues petites illes (Cominotto i Filfola) i una gran quantitat d'esculls i roques, de les quals les més importants són les anomenades illes de Sant Pau, totes les illes són part de la regió geogràfica italiana.

## Descripció
L' arxipèlag que representa tot el territori de la República de Malta està situat entre el mar Mediterrani oriental i l'occidental, a 93 quilòmetres al sud de Sicília, a 288 quilòmetres a l'est de Tunísia, 340 quilòmetres al nord de Líbia i a 570 quilòmetres a l'oest de Grècia (o més precisament de Kefalonia). La seva ubicació estratègica ha guanyat la cobdícia de moltes civilitzacions al llarg dels temps.
El nom mitològic de les illes es deu a la nimfa Calipso, que, d'acord amb el que diu Homer en la seva " Odissea", era la filla d'Atles i va viure a l'illa de Ogigia, aquesta última d'acord amb alguns estudiosos es correspondria amb l'illa de Gozo.

## Llista d'illes

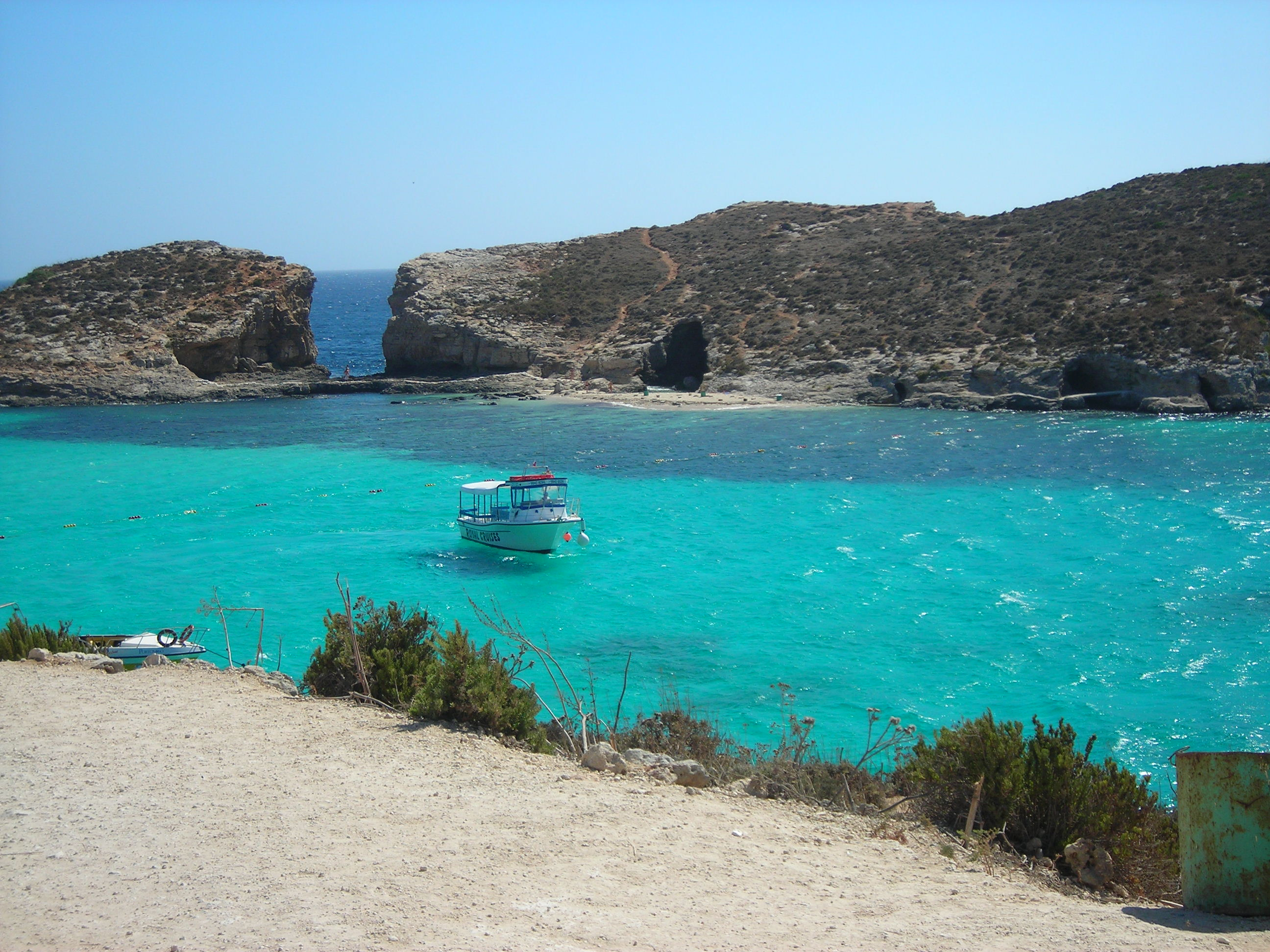
Cominetto i la "Llacuna Blava".

| Illes                                 | Àrea      | Població (2007) |
| ------------------------------------- | --------- | --------------- |
| Malta (illa)                          | 246 km²   | 388.232 hab.    |
| Gozo (illa)                           | 67 km²    | 31.053 hab.     |
| Comino (Kemmuna)                      | 3,5 km²   | 4 hab.          |
| Cominotto (Kemmunett)                 | 0,25 km²  | 0               |
| Filfola (Fifla)                       | 0,025 km² | 0               |
| Filfoletta (Filflett)                 | ?         | 0               |
| Illa de São Paulo (illes de Sant Pau) | ?         | 0               |
| Illa Manoel (Il-Gżira Manoel)         | ?         | 0               |
| Fungus Rock (Il-Ġebla tal-General)    | ?         | 0               |
| República de Malta                    | 316 km²   | 410,290 hab.    |